# Paul Freier
Paul Freier (Bytom, 26 luglio 1979) è un ex calciatore polacco naturalizzato tedesco, di ruolo centrocampista.

## Biografia

### Infanzia
Paul Freier è nato nel 1979 a Bytom, figlio dell'ex calciatore Eugen Freier. Nel 1990, la famiglia emigrò dalla Polonia e si stabilì nel Sauerland, in Germania.

### Carriera
Ha cominciato la propria carriera nel Bochum e vi ha giocato per diverse stagioni prima di trasferirsi a Leverkusen nel 2004. Nell'estate del 2008, è tornato al Bochum.
Ha fatto parte della nazionale tedesca (ultima presenza nel 2005) e nel 2006 ha partecipato al ritiro della nazionale prima dei Mondiali.